# Popowia alata
Popowia alata là một loài thực vật thuộc họ Annonaceae. Đây là loài bản địa đảo Borneo.